# Église Saint-Saturnin de Tanzac
Pour les articles homonymes, voir Église Saint-Saturnin.
L'église Saint-Saturnin est une église paroissiale située sur la commune de Tanzac, dans le département de la Charente-Maritime et le diocèse de La Rochelle et Saintes. L'église Saint-Saturnin de Tanzac est classée monument historique depuis 1958.

## Historique
L'église Saint-Saturnin qui fut longtemps fermée pour l'état de délabrement de la croisée et des absidioles de l'église, elle fut rouverte en 1989 après restauration. Le transept de l'église date du XIIe siècle. 

## Description
L'église saint-Saturnin de Tanzac est une église romane; la façade ne possède qu'un seul portail large, profondément ébrasé, à cinq voussures, surmonté d’une fenêtre. L'ensemble de la façade est coiffé par un pignon triangulaire. L'intérieur est très simple, les murs son enduits de crépi, la voûte est en lambris et l'église possède une tribune, une chaire du XVIIIe siècle et deux autels-tabernacles. La croisée du transept est recouverte d'une coupole. Dans l'absidiole sud une peinture de la fin du XIIe siècle représente le Christ en gloire puis dans l'absidiole nord un autel-tabernacle. Dans la nef, une chaire en pierre du XVIIIe siècle meuble l’église.

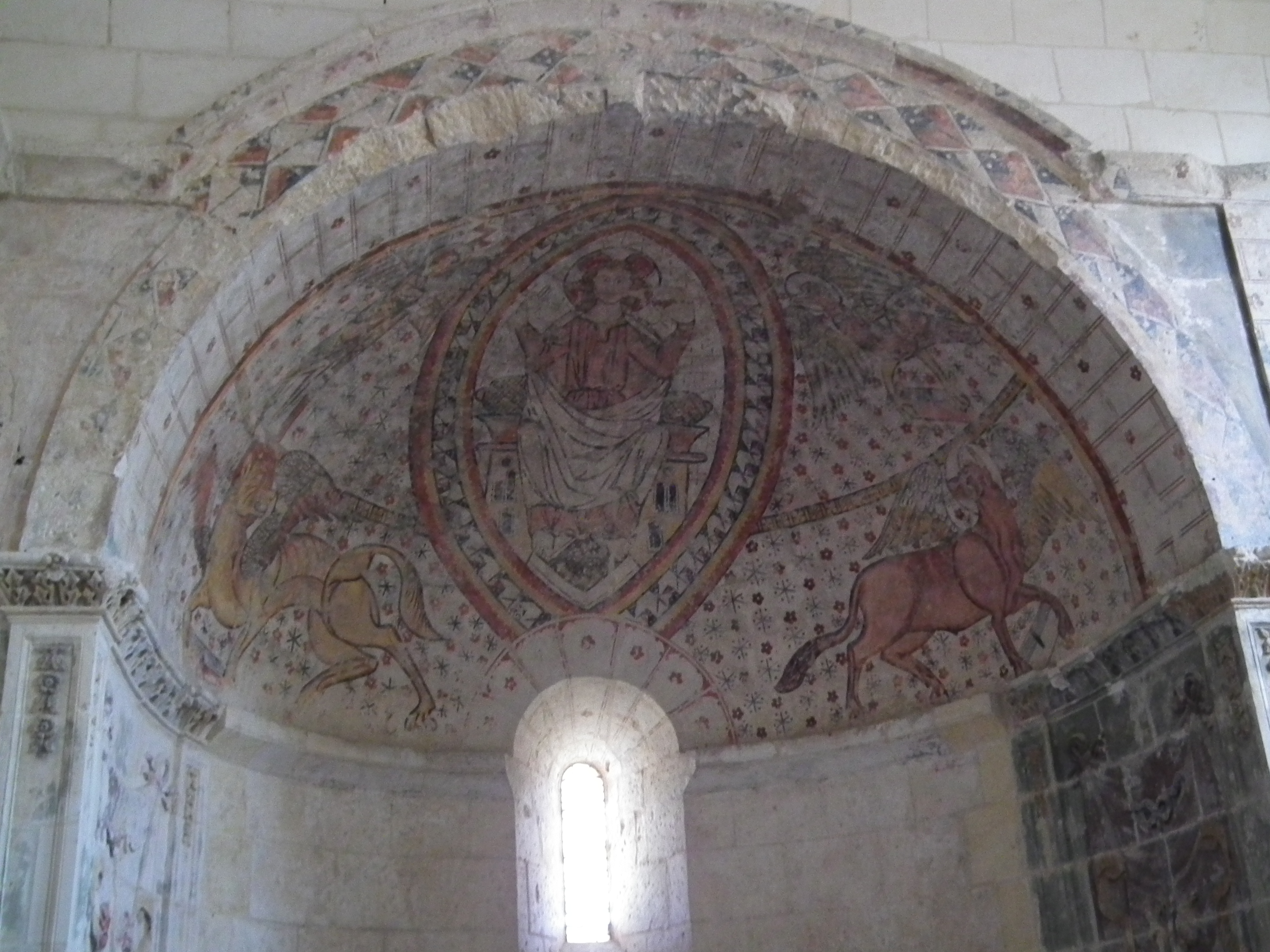
Le Christ en gloire dans l'absidiole sud de l'église.

## Protection
L'église Saint-Saturnin de Tanzac est classée monument historique depuis le 24 janvier 1958.

## Galerie de photos

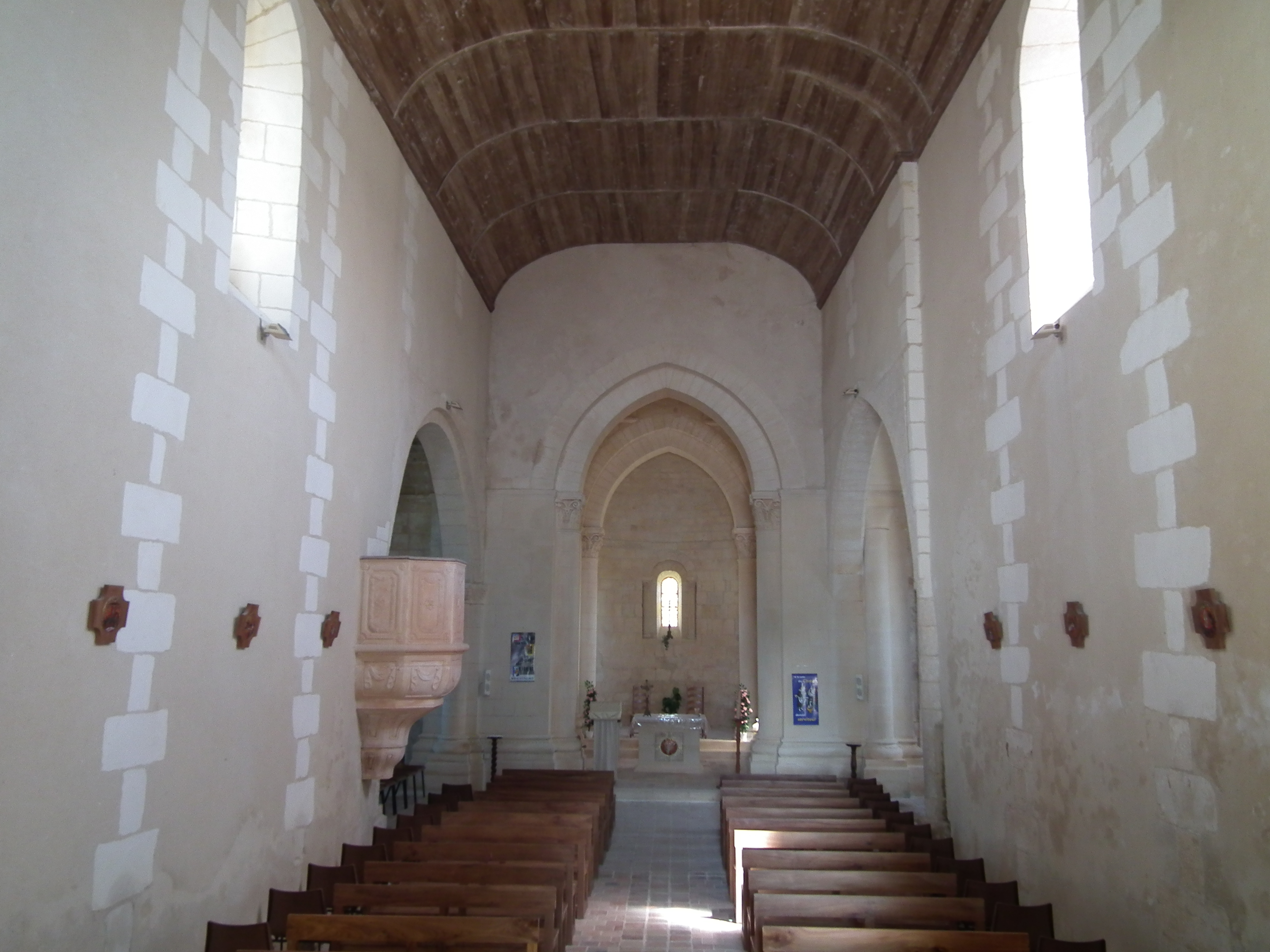
L'intérieur de l'église de Tanzac.
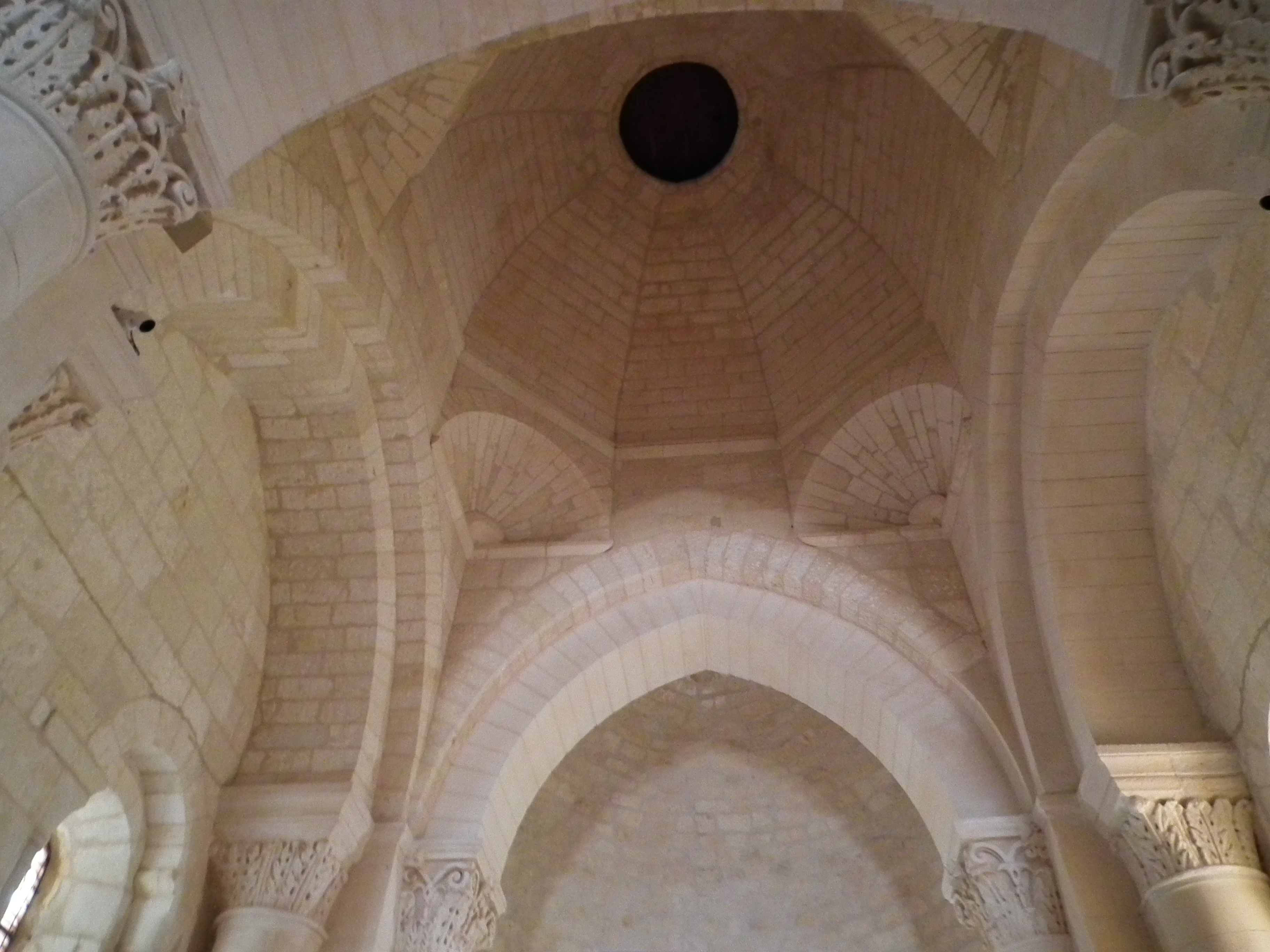
Croisée du transept couverte d'une coupole.
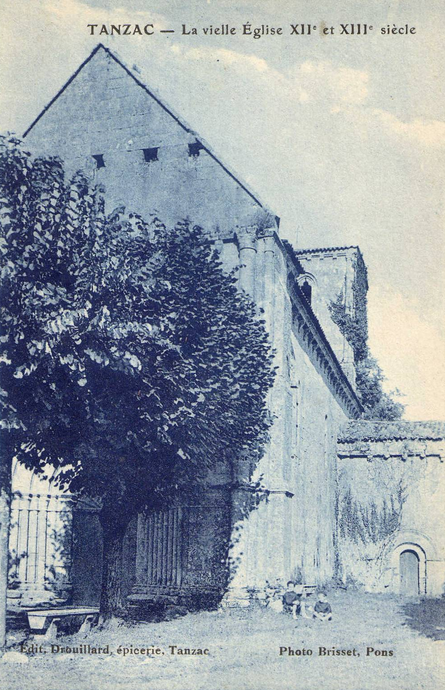
Carte postale ancienne de l'église.
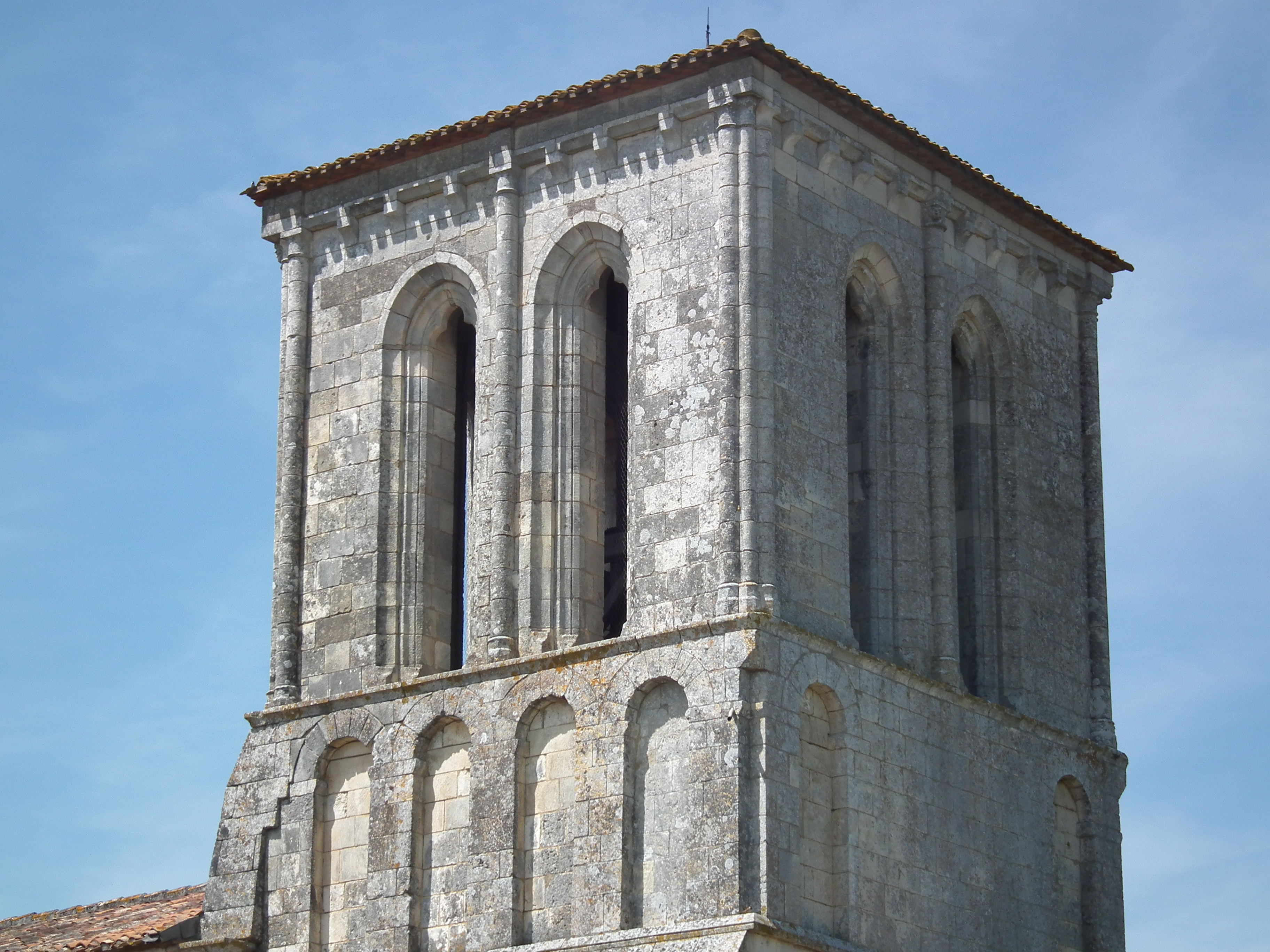
Le clocher roman de l'église.